# Buenavista (Marinduque)
Buenavista  es un municipio filipino de cuarta categoría perteneciente a la provincia isleña de Marinduque en la Región IV-B. Con una extensión superficial de 8,155.68 Has,  tiene una población de 25.796 personas que habitan en 4,448 hogares. Su alcalde es Russel Sarmiento Madrigal.

## Barrios
Desde un punto de vista administrativo, Buenavista se subdivide en los siguientes 15 barrios:
| - Bagacay - Bagtingon - Bicas-bicas | - Caigangan - Daykitin - Libas | - Malbog - Sihi - Timbo (Sanggulong) | - Tungib-Lipata - Yook - Barangay I (Pob.) | - Barangay II (Pob.) - Barangay III (Pob.) - Barangay IV (Pob.) |

## Historia
Antaño conocida como Sabang, nombre del río que la atraviesa, fue  nombrada "Buenavista" por Cornelio Sadiua.
En 1942 desembarcaron las fuerzas imperiales japonesas.